# Мошнице
Мошнице или скротум (лат. scrotum) су кожна кеса у којој су смештени тестиси. Налази се између тела пениса и аналног отвора. Са уласком у пубертет скротуми постају прекривени длакама.

## Функција
Основна функција скроталне кесе је да тестисе држи на њима адекватној температури која износи 34,4 C°. Већа температура може оштетити квалитет сперме. Због тога скротум има способност скупљања и ширења и на та начин се регулише температура тестиса. Када је спољашња температура већа од пожељне скротум се опушта и спушта, а када је температура мања онда се скупља, приближавајући се телу.

## Најчешћа обољења
- епидермална циста
- хидроцела
- хематоцела
- сперматоцела

## Галерија
- Структура мушких гениталија
- Вертикални пресјек уретре, бешике и пениса
- Мошнице